# فهرست حاکمان قزوین

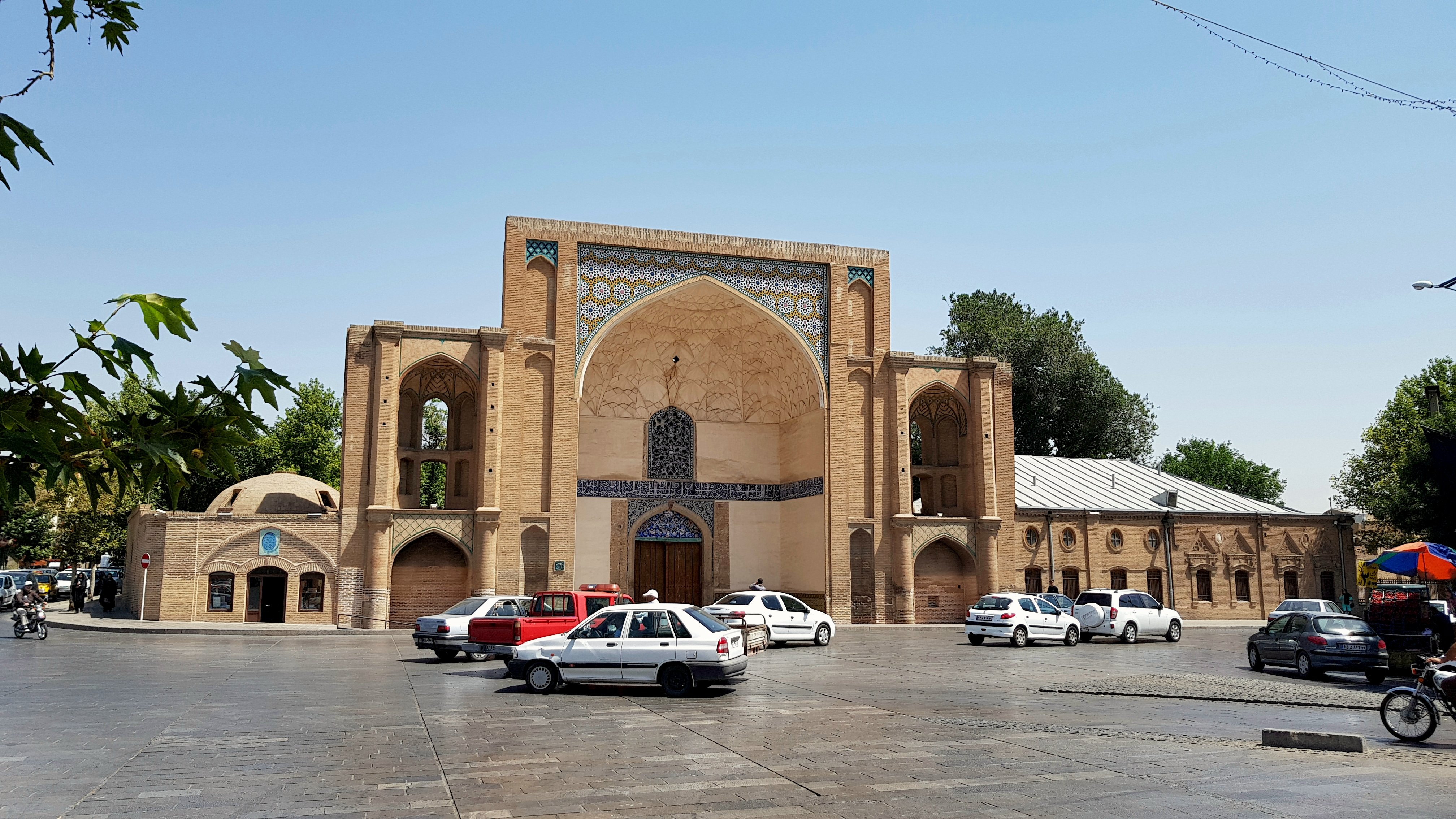
ورودی مجموعه سلطنتی صفویه در قزوین که والیان قزوین در آن مستقر بودند.

حکومت قزوین یک حاکمیت تاریخی بوده که بخش اعظم استان قزوین امروزی را شامل می‌شده است. این حاکمیت در بعضی زمان‌ها بخش‌هایی چون طالقان، الموت، طارم، سلطانیه و ساوجبلاغ را هم در بر می‌گرفت. این حاکمیت موروثی نبود و حاکمان مستقیماً توسط شاه تعیین می‌شدند.
حاکمان قزوین از زمان صفویه به بعد در مجموعه سلطنتی صفویه بر تخت می‌نشستند.
پس از قاجاریه این حاکمیت جای خود را به استانداری قزوین داد.

## سلسله قاجار
| نگاره                                                                                  | حاکم                                                                        | دوره (هجری قمری)   | دوره (میلادی) | نایب‌الحکومه                | توضیحات                            | شاه                              |
| -------------------------------------------------------------------------------------- | --------------------------------------------------------------------------- | ------------------ | ------------- | -------------------------- | ---------------------------------- | -------------------------------- |
|                                                                                        | میرزا محمدخان دولو قاجار                                                    | ۱۲۰۰–۱۲۰۹          | ۱۷۸۶–۱۷۹۴     |                            | رئیس شاخه دولو از قبیله قاجار      | آقا محمدخان قاجار                |
|                                                                                        | مهدی‌قلی‌خان قوانلو قاجار                                                     | ۱۲۰۹–?             | ۱۷۹۴–?        |                            |                                    | آقا محمدخان قاجار                |
|                                                                                        | محمدعلی دولتشاه                                                             | ۱۲۱۳–۱۲۲۱          | ۱۷۹۸–۱۸۰۶     |                            | پسر نخست فتحعلی‌شاه                 | فتحعلی‌شاه قاجار                  |
|                                                                                        | علی‌نقی میرزا                                                                | ۱۲۲۲–۱۲۳۸          | ۱۸۰۷–۱۸۲۲     |                            | پسر هشتم فتحعلی‌شاه                 | فتحعلی‌شاه قاجار                  |
|                                                                                        | امام‌وردی میرزا                                                              | ۱۲۳۸–۱۲۳۹          | ۱۸۲۲–۱۸۲۳     |                            | پسر دوازدهم فتحعلی‌شاه              | فتحعلی‌شاه قاجار                  |
|                                                                                        | علی‌نقی میرزا                                                                | ۱۲۳۹–۱۲۵۰          | ۱۸۲۳–۱۸۳۴     |                            | دومین باری بود که حاکم قزوین شد    | فتحعلی‌شاه قاجار                  |
|                                                                                        | شاهرخ‌خان                                                                    | ۱۲۵۲–۱۲۵۳          | ۱۸۳۶–۱۸۳۷     |                            | پسر ابراهیم‌خان ظهیرالدوله          | محمدشاه قاجار                    |
|                                                                                        | حمزه میرزا حشمت‌الدوله                                                       | ۱۲۵۳–۱۲۵۵          | ۱۸۳۷–۱۸۳۹     |                            | پسر بیست و یکم عباس‌میرزا           | محمدشاه قاجار                    |
|                                                                                        | بهرام میرزا معزالدوله                                                       | ۱۲۵۶–۱۲۶۴          | ۱۸۴۰–۱۸۴۷     | تهماسب قلی خان             | پسر دوم عباس‌میرزا                  | محمدشاه قاجار                    |
| ناصرالدین‌شاه قاجار                                                                     | بهرام میرزا معزالدوله                                                       | ۱۲۵۶–۱۲۶۴          | ۱۸۴۰–۱۸۴۷     | تهماسب قلی خان             | پسر دوم عباس‌میرزا                  |                                  |
| بهرام‌میرزا هنگام مرگ محمدشاه و بر تخت نشستن ناصرالدین‌شاه حاکمیت قزوین را بر عهده داشت. | بهرام میرزا معزالدوله                                                       |                    |               | تهماسب قلی خان             | پسر دوم عباس‌میرزا                  |                                  |
|                                                                                        | اسکندر میرزا                                                                | ۱۲۶۴–۱۲۶۸          | ۱۸۴۷–۱۸۵۱     |                            | پسر ششم عباس‌میرزا                  |                                  |
|                                                                                        | خسروخان اردلان                                                              | ۱۲۶۸–۱۲۷۱          | ۱۸۵۱–۱۸۵۴     |                            | پسر امان‌الله خان اردلان            |                                  |
|                                                                                        | سیف‌الله میرزا                                                               | ۱۲۷۱               | ۱۸۵۴          |                            | پسر چهل و دوم فتحعلیشاه            |                                  |
|                                                                                        | عبدالصمد میرزا عزالدوله                                                     | ۱۲۷۱–۱۲۷۷          | ۱۸۵۴–۱۸۶۰     | حسنعلی خان خویی آجودان‌باشی | پسر سوم محمدشاه                    |                                  |
|                                                                                        | امیراصلان‌خان مجدالدوله                                                      | ۱۲۷۷–۱۲۷۸          | ۱۸۶۰–۱۸۶۱     |                            | دایی ناصرالدین‌شاه                  |                                  |
|                                                                                        | محمدتقی میرزا رکن‌الدوله                                                     | ۱۲۷۸–۱۲۸۲          | ۱۸۶۱–۱۸۶۵     |                            | پسر چهارم محمدشاه                  |                                  |
|                                                                                        | سلطان احمد میرزا عضدالدوله                                                  | ۱۲۸۲–۱۲۸۴          | ۱۸۶۵–۱۸۶۷     |                            | پسر چهل و هشتم فتحعلی‌شاه           |                                  |
|                                                                                        | فیروز میرزا نصرت‌الدوله                                                      | ۱۲۸۴-?             | ۱۲۶۷-?        |                            | پسر شانزدهم عباس‌میرزا              |                                  |
|                                                                                        | محمدرحیم خان علاءالدوله                                                     | ?-۱۲۸۸             | ?-۱۲۷۱        |                            |                                    |                                  |
|                                                                                        | غلامحسین‌خان سپهدار گرجی                                                     | ۱۲۸۸–۱۲۸۹          | ۱۸۷۱–۱۸۷۲     |                            | پسر یوسف‌خان گرجی                   |                                  |
|                                                                                        | الله‌قلی‌خان ایلخانی                                                          | ۱۲۸۹–۱۲۹۲          | ۱۸۷۲–۱۸۷۵     |                            | نوه دختری فتحعلی‌شاه                |                                  |
|                                                                                        | سلطان احمد میرزا عضدالدوله                                                  | ۱۲۹۲–۱۲۹۷          | ۱۸۷۵–۱۸۷۹     |                            | دومین باری بود که حاکم قزوین شد    |                                  |
|                                                                                        | میرزا حسین‌خان سپهسالار                                                      | ۱۲۹۷–۱۲۹۸          | ۱۸۷۹–۱۸۸۰     |                            |                                    |                                  |
|                                                                                        | عباس میرزا ملک‌آرا                                                           | ۱۲۹۸–۱۳۰۱          | ۱۸۸۰–۱۸۸۳     |                            | پسر محمدشاه                        |                                  |
|                                                                                        | میرزا رضا معین‌السلطنه                                                       | ۱۳۰۱–۱۳۰۲          | ۱۸۸۳–۱۸۸۴     |                            |                                    |                                  |
|                                                                                        | میرزا یحیی‌خان مشیرالدوله                                                    | ۱۳۰۲–۱۳۰۴          | ۱۸۸۴–۱۸۸۶     |                            | پسر میرزا حسین‌خان سپهسالار         |                                  |
|                                                                                        | حسین‌خان معتمدالملک یحیاییان                                                 | ۱۳۰۴–۱۳۰۵          | ۱۸۸۶–۱۸۸۷     |                            | پسر میرزا یحیی خان مشیرالدوله      |                                  |
|                                                                                        | الله‌قلی‌خان ایلخانی                                                          | ۱۳۰۵–۱۳۰۶          | ۱۸۸۷–۱۸۸۸     | محمد باقر سعدالسلطنه       | دومین باری بود که حاکم قزوین شد    |                                  |
|                                                                                        | محمدباقر سعدالسلطنه                                                         | ۱۳۰۶–۱۳۰۹          | ۱۸۸۸–۱۸۹۱     |                            | پسردایی امین‌السلطان                |                                  |
|                                                                                        | ابونصر میرزا حسام‌السلطنه                                                    | ۱۳۰۹–۱۳۱۰          | ۱۸۹۱–۱۸۹۲     |                            | پسر سلطان‌مراد میرزا حسام‌السلطنه    |                                  |
|                                                                                        | محمدباقر سعدالسلطنه                                                         | ۱۳۱۰–۱۳۱۴          | ۱۸۹۲–۱۸۹۶     |                            | دومین باری بود که حاکم قزوین شد    |                                  |
| سعدالسلطنه هنگام ترور ناصرالدین‌شاه و تاجگذاری مظفرالدین‌شاه، حاکم قزوین بود.            | سعدالسلطنه هنگام ترور ناصرالدین‌شاه و تاجگذاری مظفرالدین‌شاه، حاکم قزوین بود. | مظفرالدین‌شاه قاجار |               |                            | دومین باری بود که حاکم قزوین شد    |                                  |
|                                                                                        | عبدالصمد میرزا عزالدوله                                                     | مظفرالدین‌شاه قاجار | ۱۳۱۴–۱۳۱۵     | ۱۸۹۶–۱۸۹۷                  | قهرمان میرزا عین‌السلطنه            | سومین باری بود که حاکم قزوین شد* |
|                                                                                        | صدق‌الدوله                                                                   | مظفرالدین‌شاه قاجار | ۱۳۱۵–۱۳۱۶     | ۱۸۹۷–۱۸۹۸                  |                                    |                                  |
|                                                                                        | بدیع‌الملک میرزا عمادالدوله                                                  | مظفرالدین‌شاه قاجار | ۱۳۱۶–۱۳۱۹     | ۱۸۹۸–۱۹۰۱                  |                                    | نوه دولتشاه                      |
|                                                                                        | عبدالمحمد میرزا سیف‌الدوله                                                   | مظفرالدین‌شاه قاجار | ۱۳۱۹–۱۳۲۰     | ۱۹۰۱–۱۹۰۲                  |                                    | پسر سلطان احمد میرزا عضدالدوله   |
|                                                                                        | میرزا صالح آصف‌الدوله                                                        | مظفرالدین‌شاه قاجار | ۱۳۲۰–۱۳۲۴     | ۱۹۰۲–۱۹۰۶                  |                                    | آخرین حاکم پیش از انقلاب مشروطه  |
|                                                                                        | صدق‌الدوله                                                                   | ۱۳۲۴–۱۳۲۵          | ۱۹۰۶–۱۹۰۷     |                            | دومین باری بود که حاکم قزوین شد    | محمدعلی‌شاه قاجار                 |
|                                                                                        | عمیدالملک                                                                   | ۱۳۲۵–۱۳۲۶          | ۱۹۰۷–۱۹۰۸     |                            | پسر امجدالدوله                     | محمدعلی‌شاه قاجار                 |
|                                                                                        | امجدالدوله                                                                  | ۱۳۲۶–۱۳۲۷          | ۱۹۰۸–۱۹۰۹     |                            | نخستین حاکم قزوین در استبداد صغیر  | محمدعلی‌شاه قاجار                 |
|                                                                                        | ابوالقاسم نوری                                                              | ۱۳۲۷               | ۱۹۰۹          |                            | آخرین حاکم قزوین در استبداد صغیر   | محمدعلی‌شاه قاجار                 |
|                                                                                        | صدق‌الدوله                                                                   | ۱۳۲۷–۱۳۲۸          | ۱۹۰۹–۱۹۱۰     |                            | سومین باری بود که حاکم قزوین شد    | احمدشاه قاجار                    |
|                                                                                        | میرزا سعیدخان مشیرالسلطان                                                   | ۱۳۲۸               | ۱۹۱۰          | سلطان احمدخان راد          |                                    | احمدشاه قاجار                    |
|                                                                                        | تقی احتساب‌الملک                                                             | ۱۳۲۸–۱۳۲۹          | ۱۹۱۰–۱۹۱۱     |                            |                                    | احمدشاه قاجار                    |
|                                                                                        | سردار همایون گیلانی مدیرالملک                                               | ۱۳۲۹               | ۱۹۱۱          |                            |                                    | احمدشاه قاجار                    |
|                                                                                        | ضیاءالدوله                                                                  | ۱۳۲۹–۱۳۳۲          | ۱۹۱۱–۱۹۱۳     |                            |                                    | احمدشاه قاجار                    |
|                                                                                        | ابراهیم خان معتمدالسلطنه                                                    | ۱۳۳۲–۱۳۳۳          | ۱۹۱۳–۱۹۱۴     |                            |                                    | احمدشاه قاجار                    |
|                                                                                        | میرزا حسن‌خان مدحت‌السلطنه                                                    | ۱۳۳۳–۱۳۳۷          | ۱۹۱۴–۱۹۱۸     |                            | نماینده مجلس شورای ملی دوره سوم    | احمدشاه قاجار                    |
|                                                                                        | امیراصلان‌خان نظام‌الدوله                                                     | ۱۳۳۷–۱۳۳۸          | ۱۹۱۸–۱۹۱۹     |                            |                                    | احمدشاه قاجار                    |
|                                                                                        | موفق‌الدوله نوری                                                             | ۱۳۳۸–۱۳۳۹          | ۱۹۱۹–۱۹۲۱     |                            | حاکم قزوین هنگام کودتای اسفند ۱۲۹۹ | احمدشاه قاجار                    |

*او مدت کوتاهی در دوره نخست، از حاکمیت قزوین عزل شد، در نتیجه این سومین باری بود که حاکم قزوین می شد.